# Cantonul Saint-Calais
Cantonul Saint-Calais este un canton din arondismentul Mamers, departamentul Sarthe, regiunea Pays de la Loire, Franța.

## Comune
| Comune                    | Populație (1999) | Cod poștal | Cod INSEE |
| ------------------------- | ---------------- | ---------- | --------- |
| Bessé-sur-Braye           | ...              | 72310      | 72035     |
| La Chapelle-Huon          | ...              | 72310      | 72064     |
| Cogners                   | ...              | 72310      | 72085     |
| Conflans-sur-Anille       | ...              | 72120      | 72087     |
| Écorpain                  | ...              | 72120      | 72125     |
| Évaillé                   | ...              | 72120      | 72128     |
| Marolles-lès-Saint-Calais | ...              | 72120      | 72190     |
| Montaillé                 | ...              | 72120      | 72204     |
| Rahay                     | ...              | 72120      | 72250     |
| Saint-Calais              | ...              | 72120      | 72269     |
| Sainte-Cérotte            | ...              | 72120      | 72272     |
| Saint-Gervais-de-Vic      | ...              | 72120      | 72286     |
| Sainte-Osmane             | ...              | 72120      | 72304     |
| Vancé                     | ...              | 72310      | 72368     |